# Рейнский шлем (архитектура)
Рейнский шлем — тип шпиля, характерный для романской архитектуры Рейнской области. Представляет собой усечённую пирамиду на квадратном плане с четырьмя щипцами на всю ширину каждой стороны квадрата. Таким образом, каждый скат реймского шлема имеет ромбовидную форму, длинная диагональ ромба спускается от вершины до угла башни. Рёбра пирамиды при этом идут не к углам, а к вершинам щипцов.
Наиболее ранние известные образцы рейнского шлема (хотя со слегка выпуклыми скатами) увенчивают башни Шпайерского собора (объект всемирного наследия).

Образцы средневековых рейнских шлемов в Рейнланде
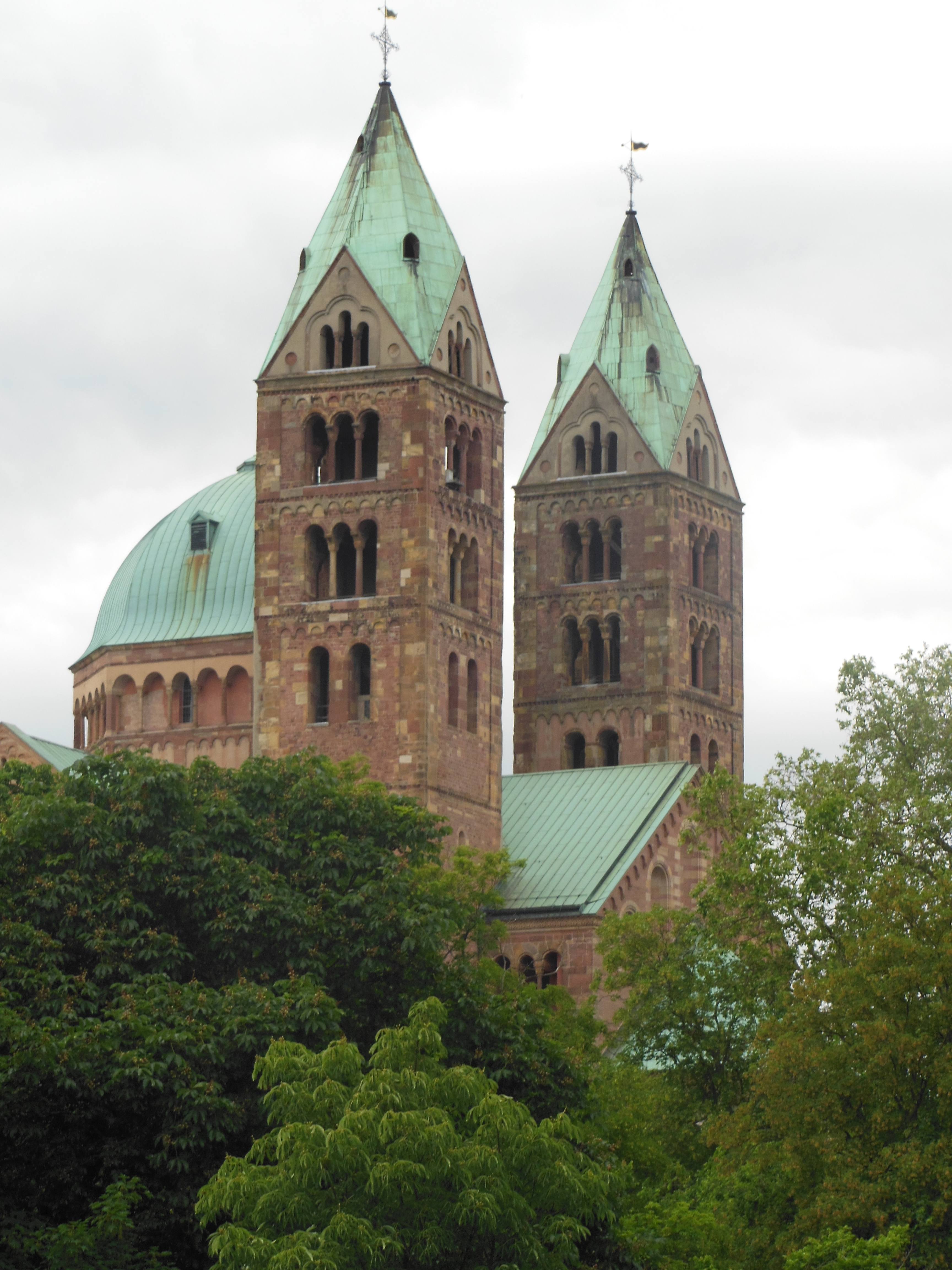
Башни Шпайерского собора
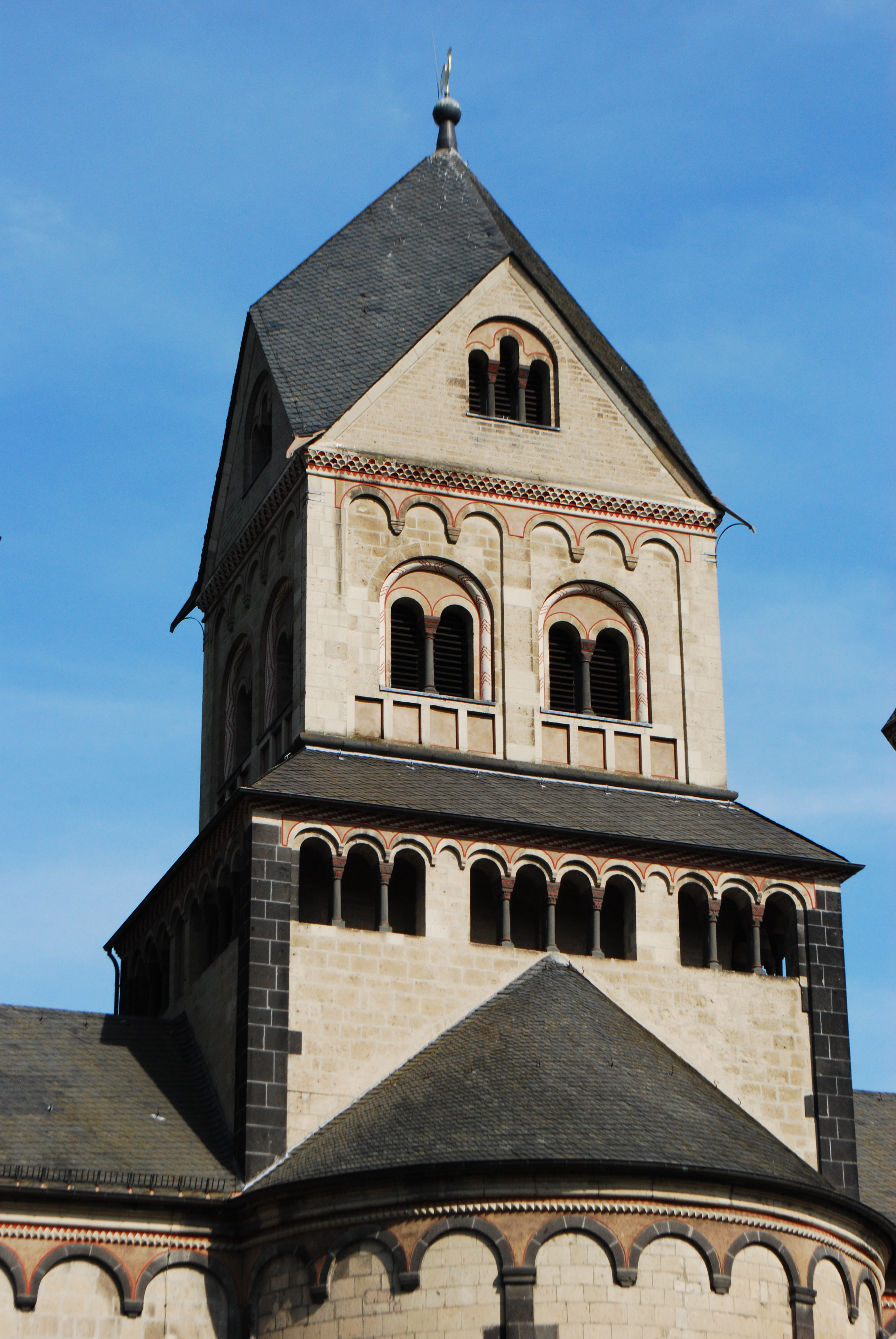
Лаахское аббатство
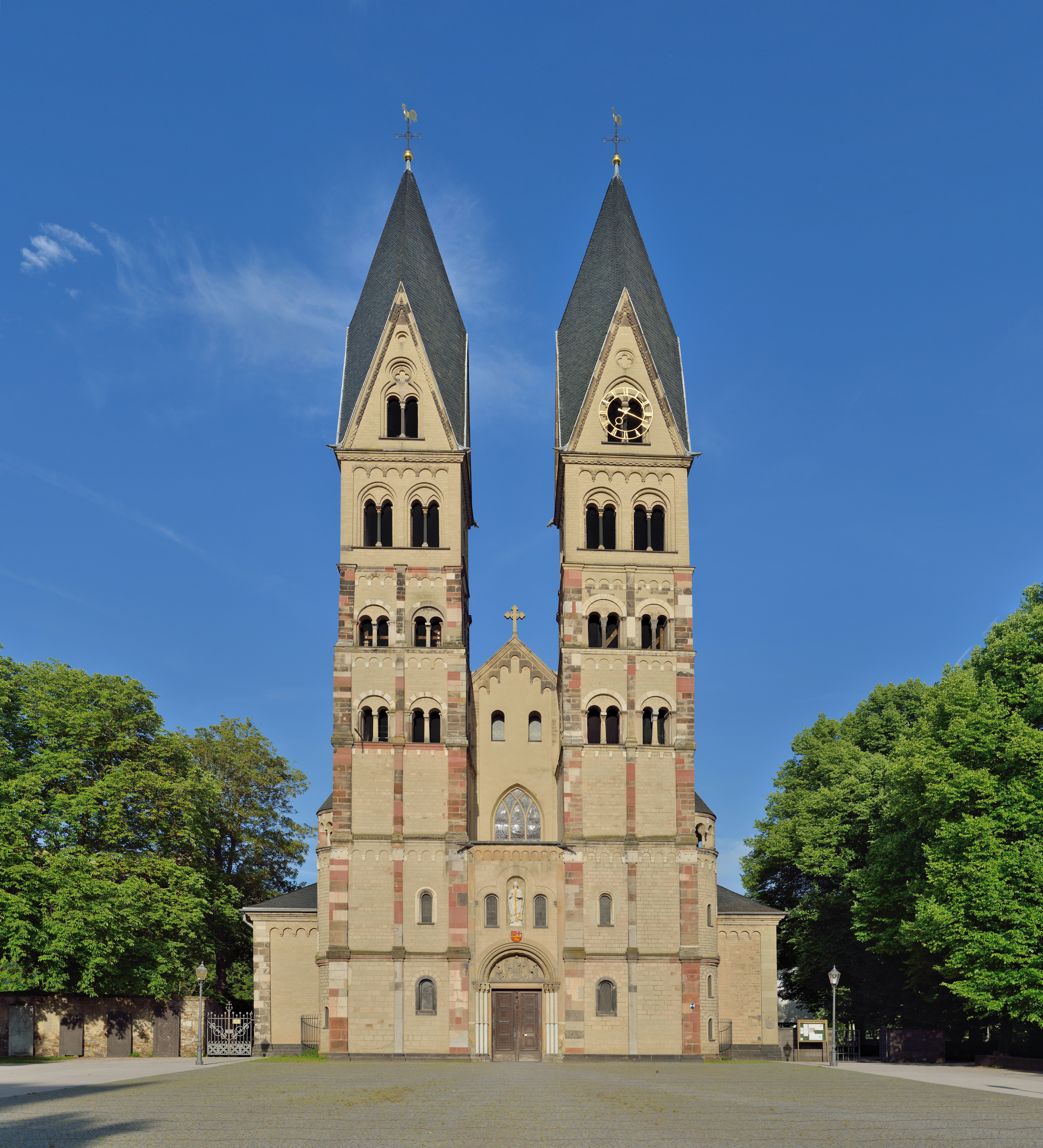
Базилика св. Кастора (Кобленц)[англ.]
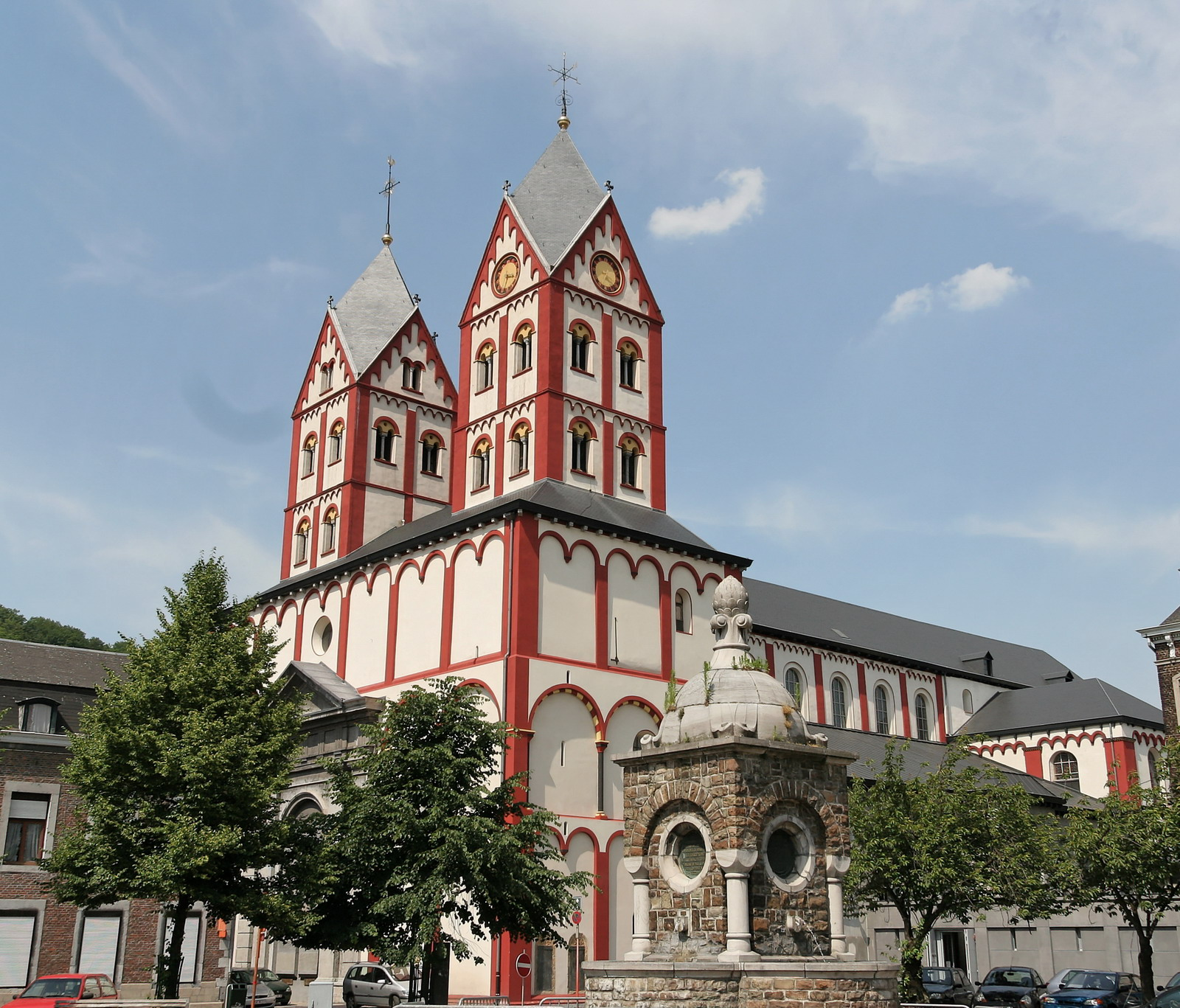
Церковь Святого Варфоломея (Льеж)
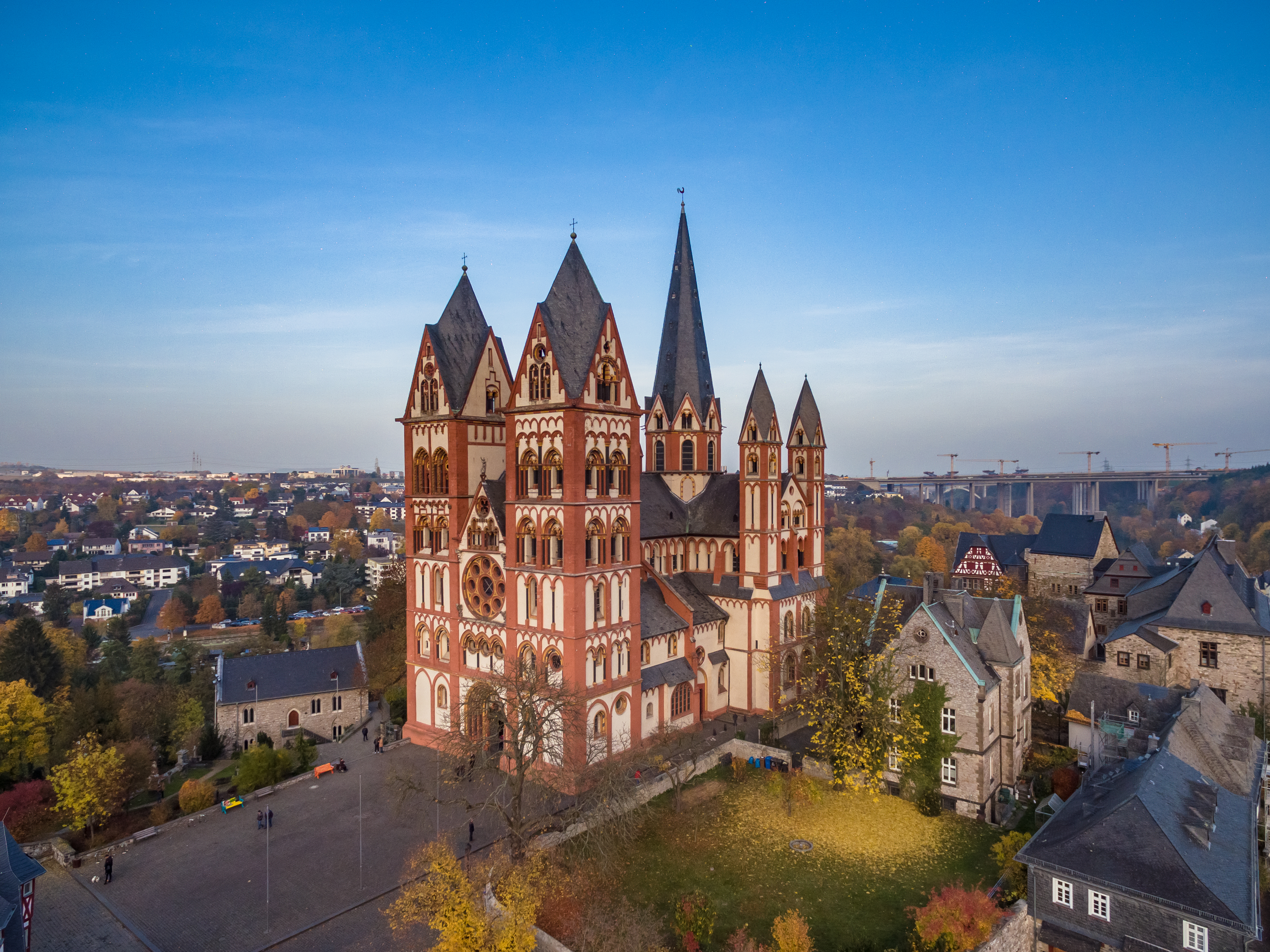
Лимбургский собор
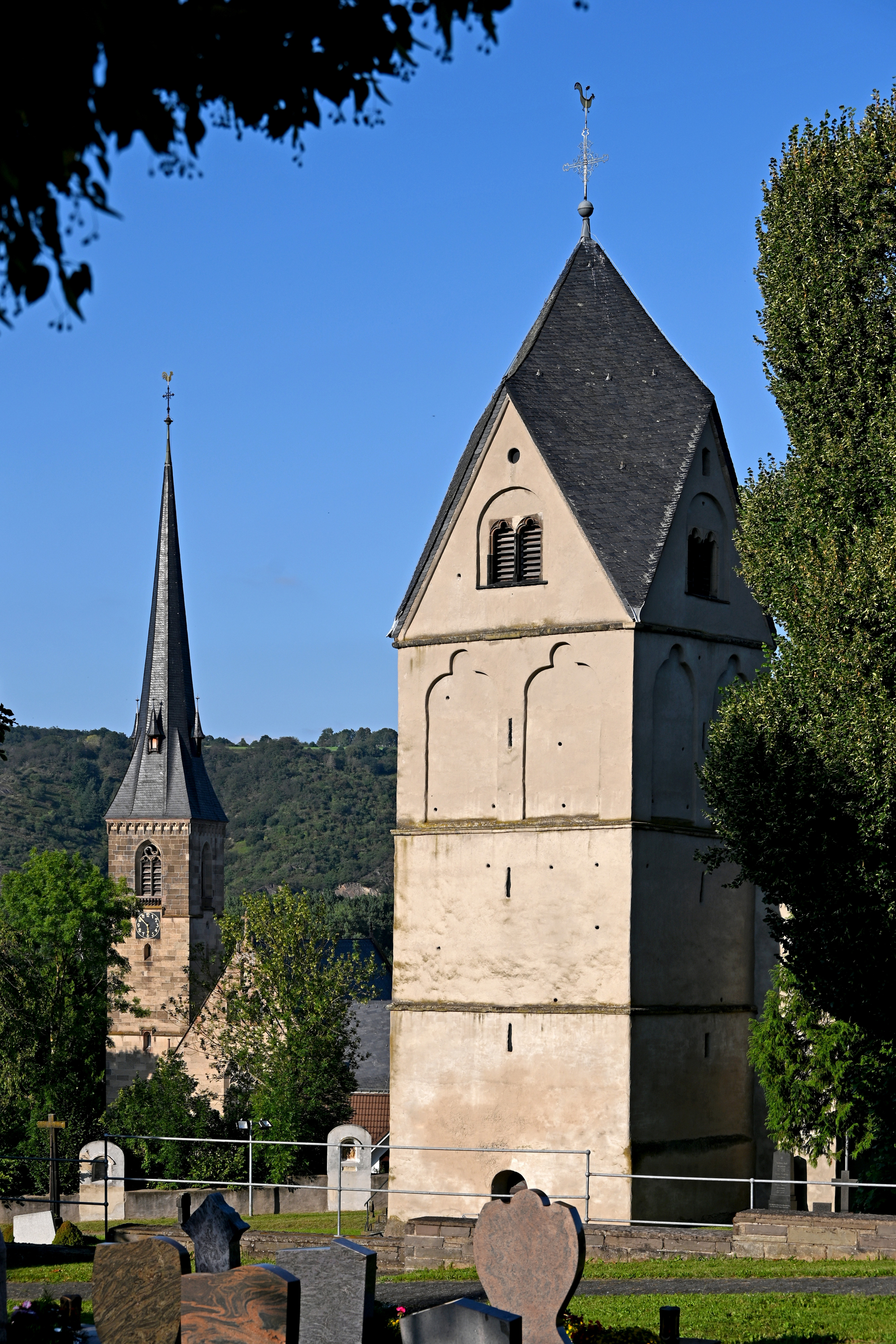
Церковь святого Дионисия в Ренсе
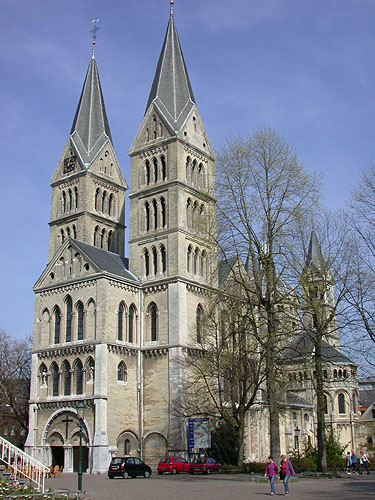
Церковь Девы Марии (Рурмонд)
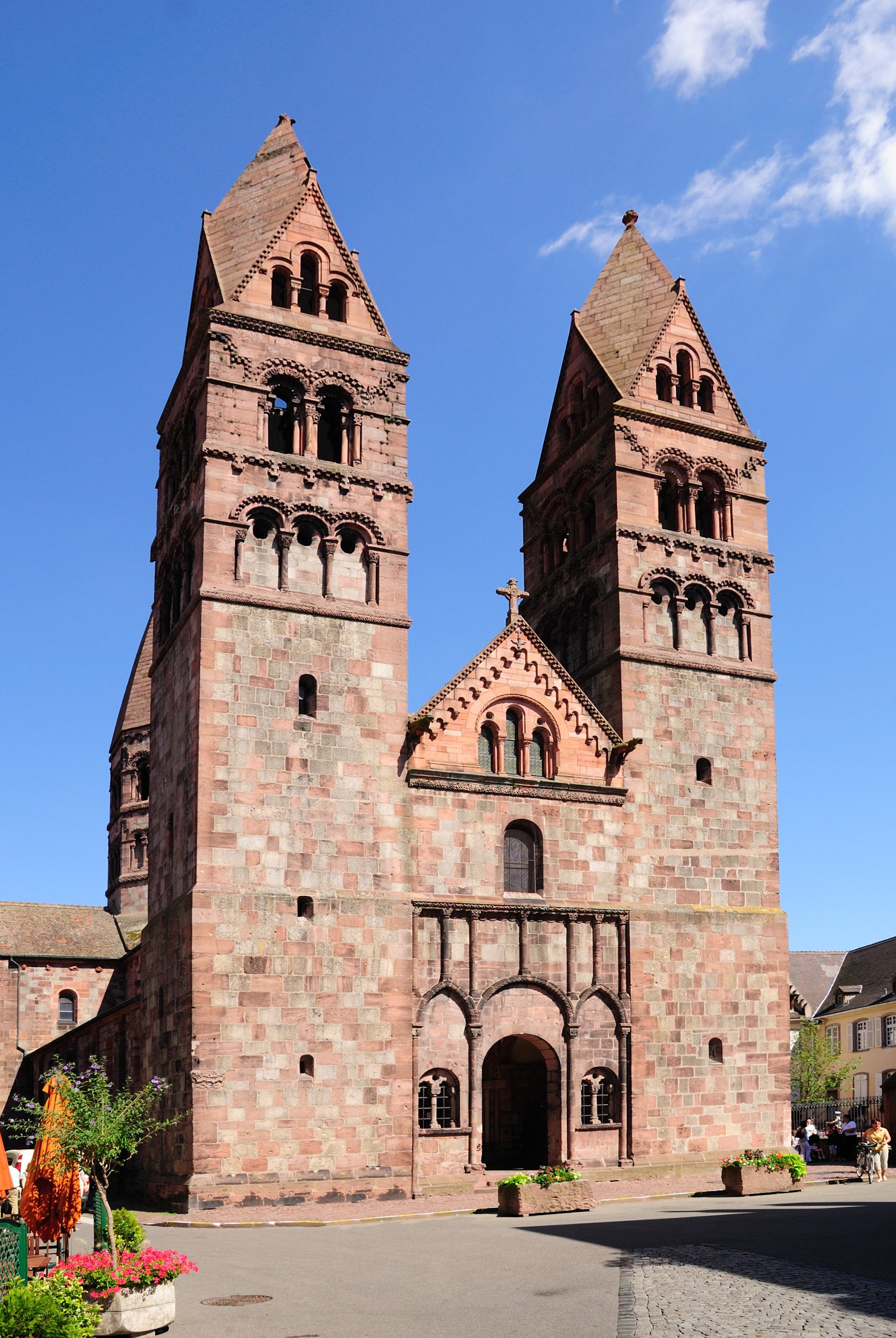
Церковь святой Фе в Селеста (коммуна)
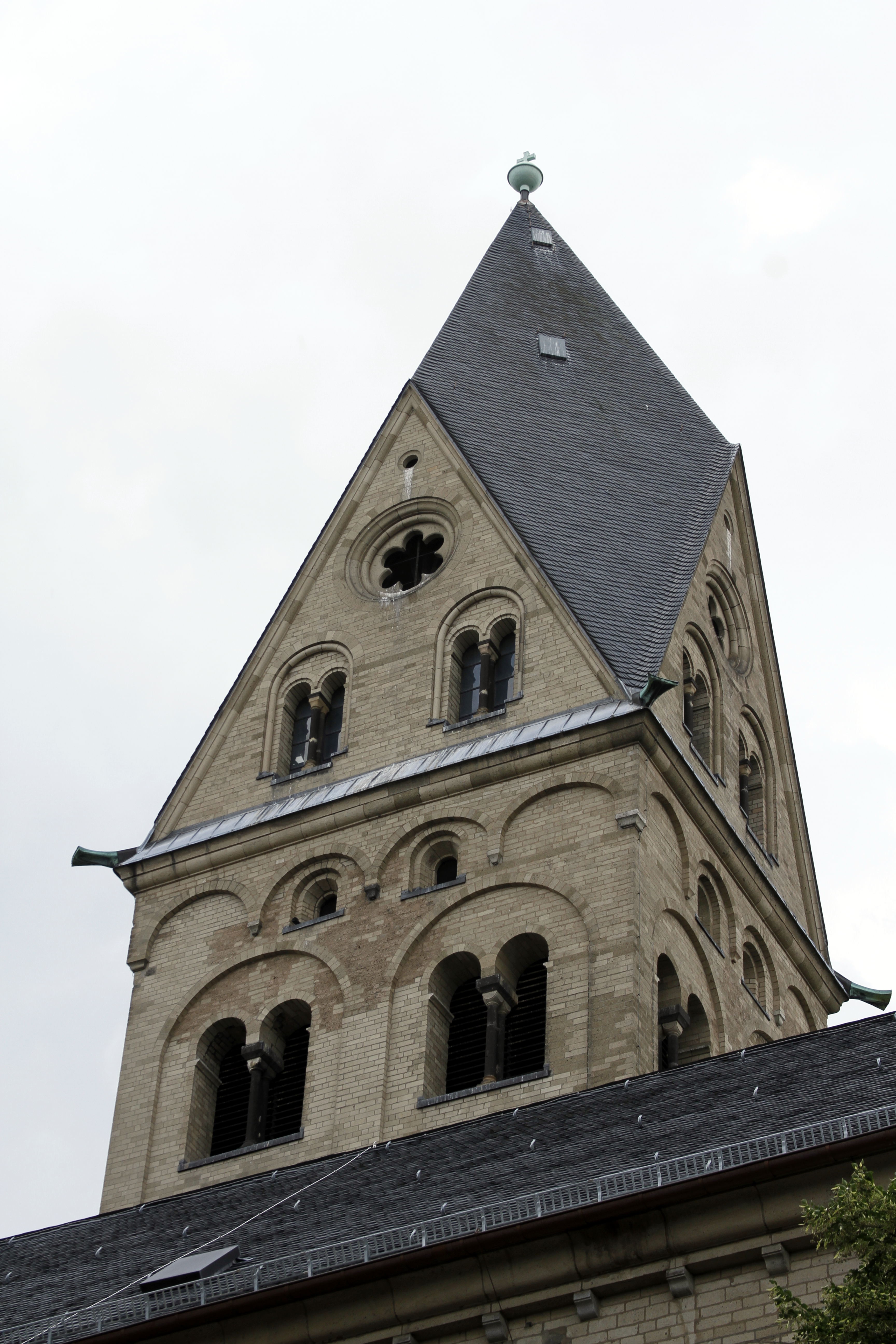
Апостольская церковь (Кёльн)
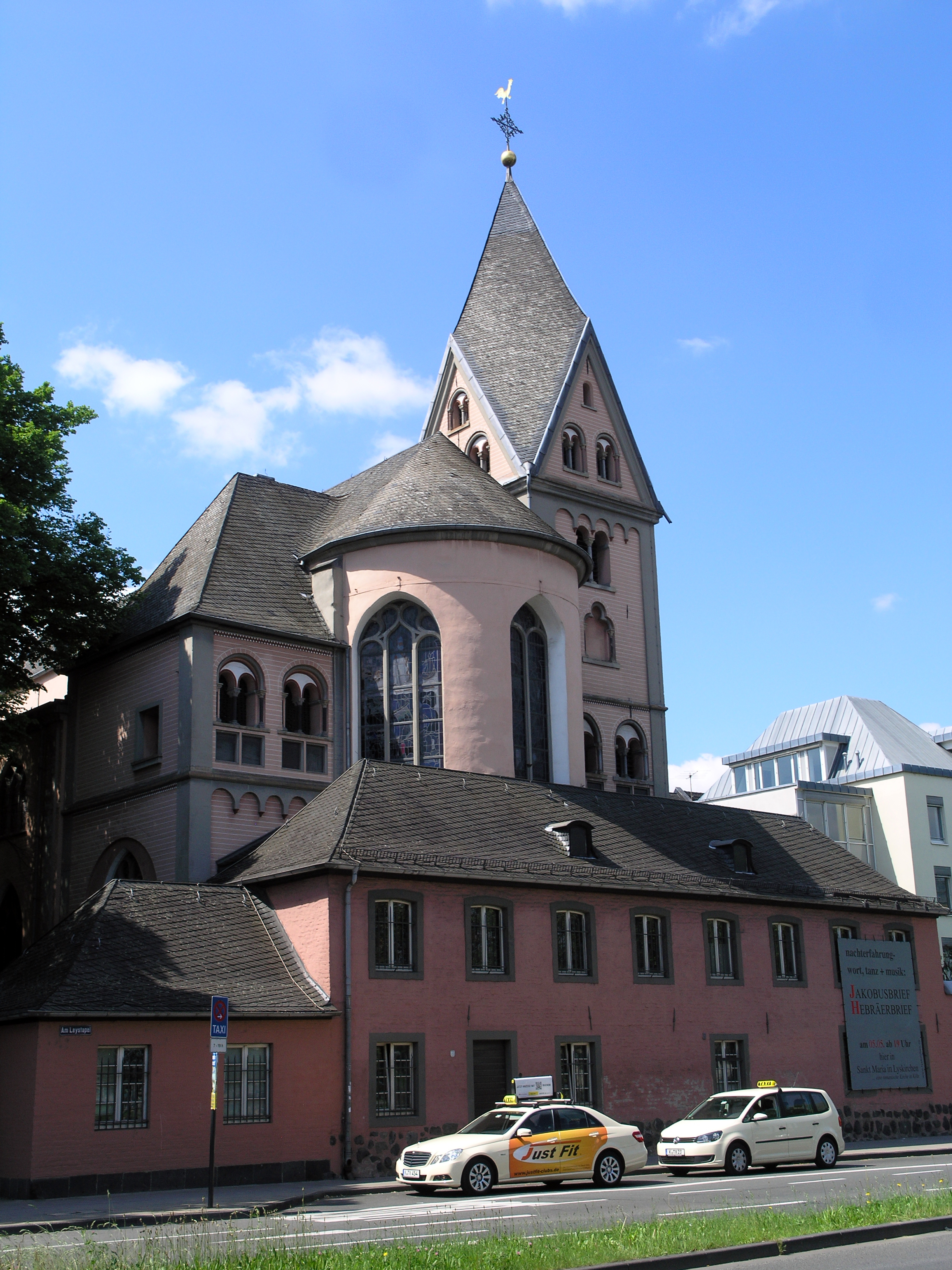
Церковь Девы Марии (Люскирхен)
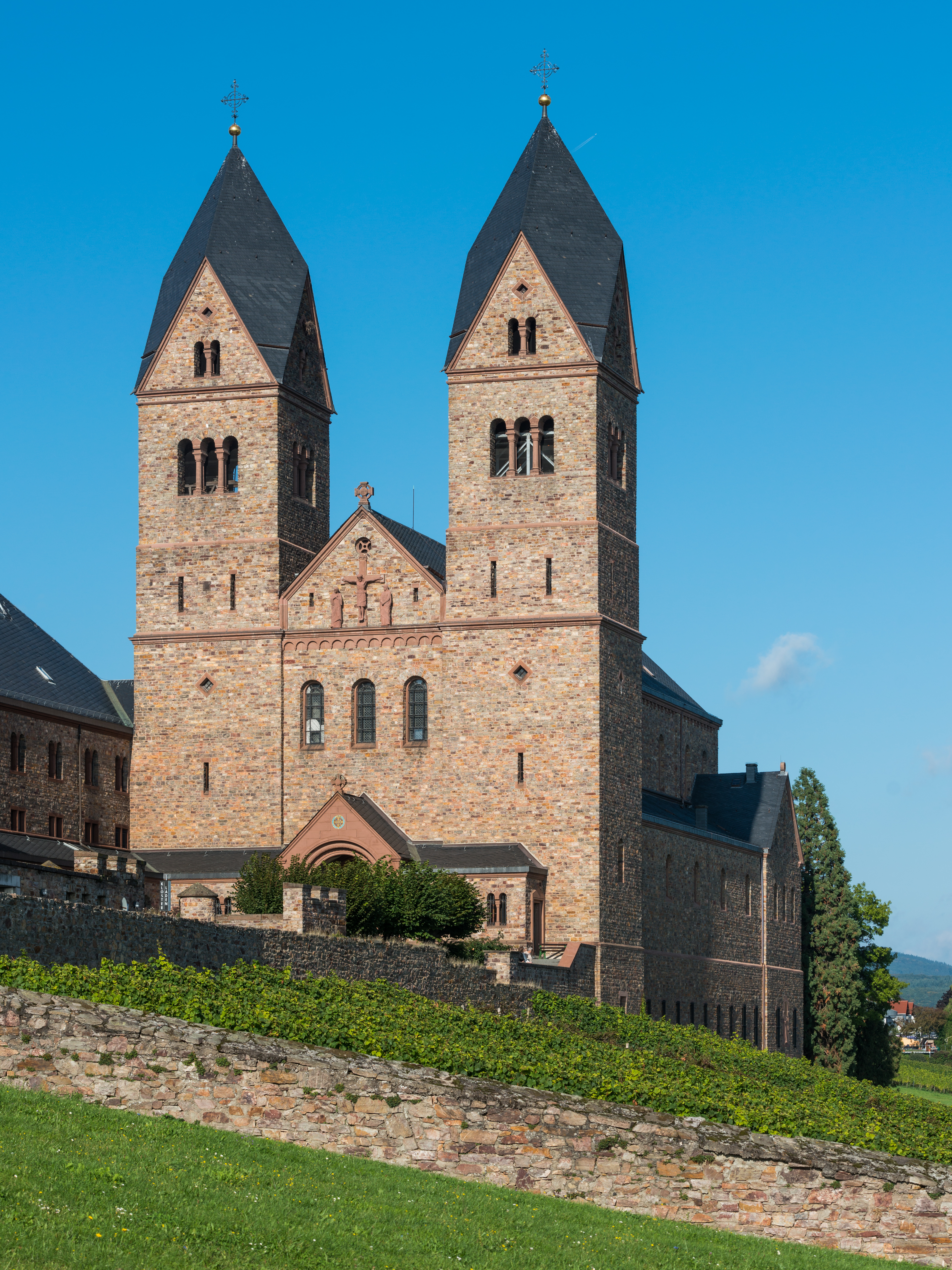
Айбингенское аббатство[англ.]

Континентальная Европа вне Рейнланда
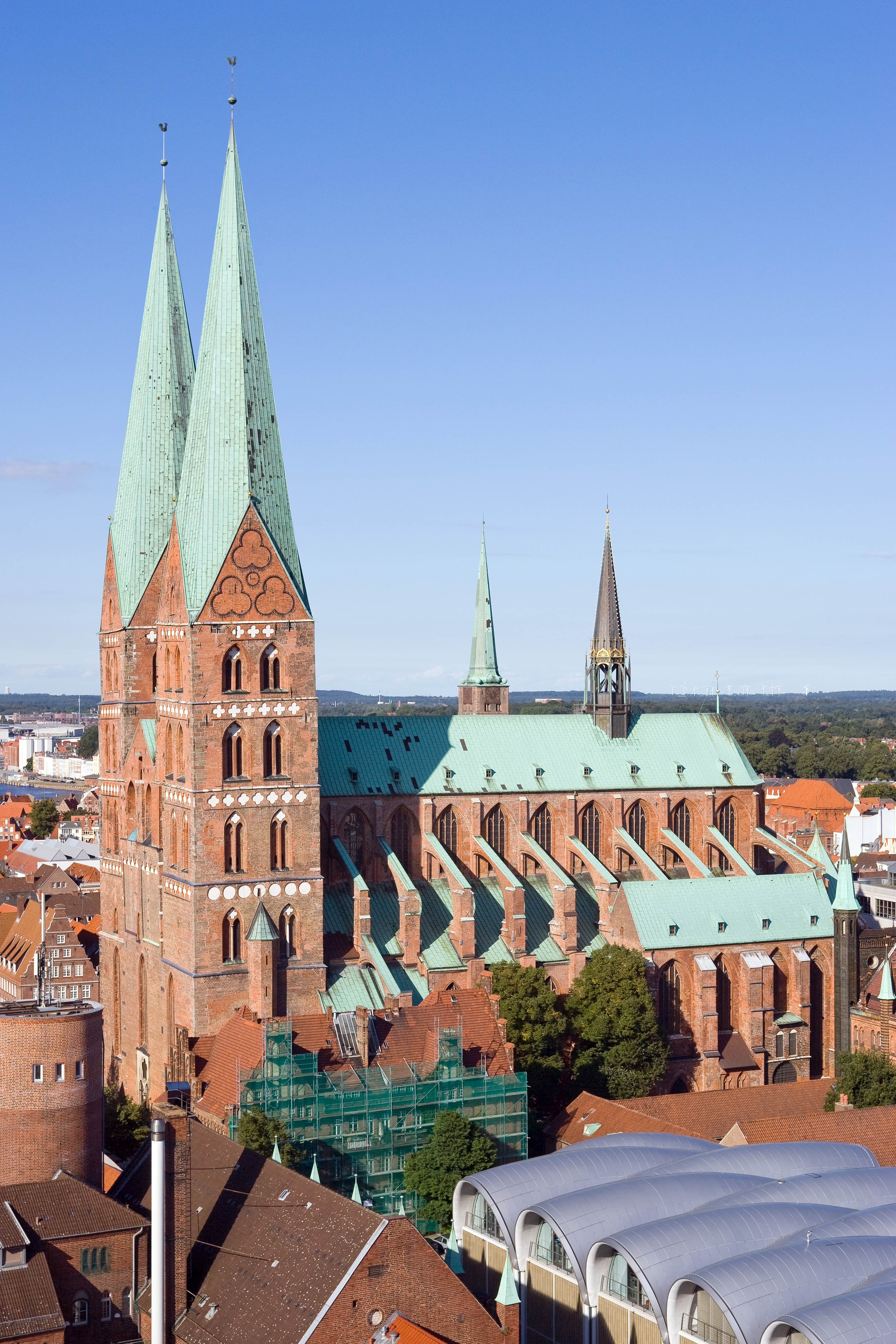
Церковь Святой Марии (Любек)
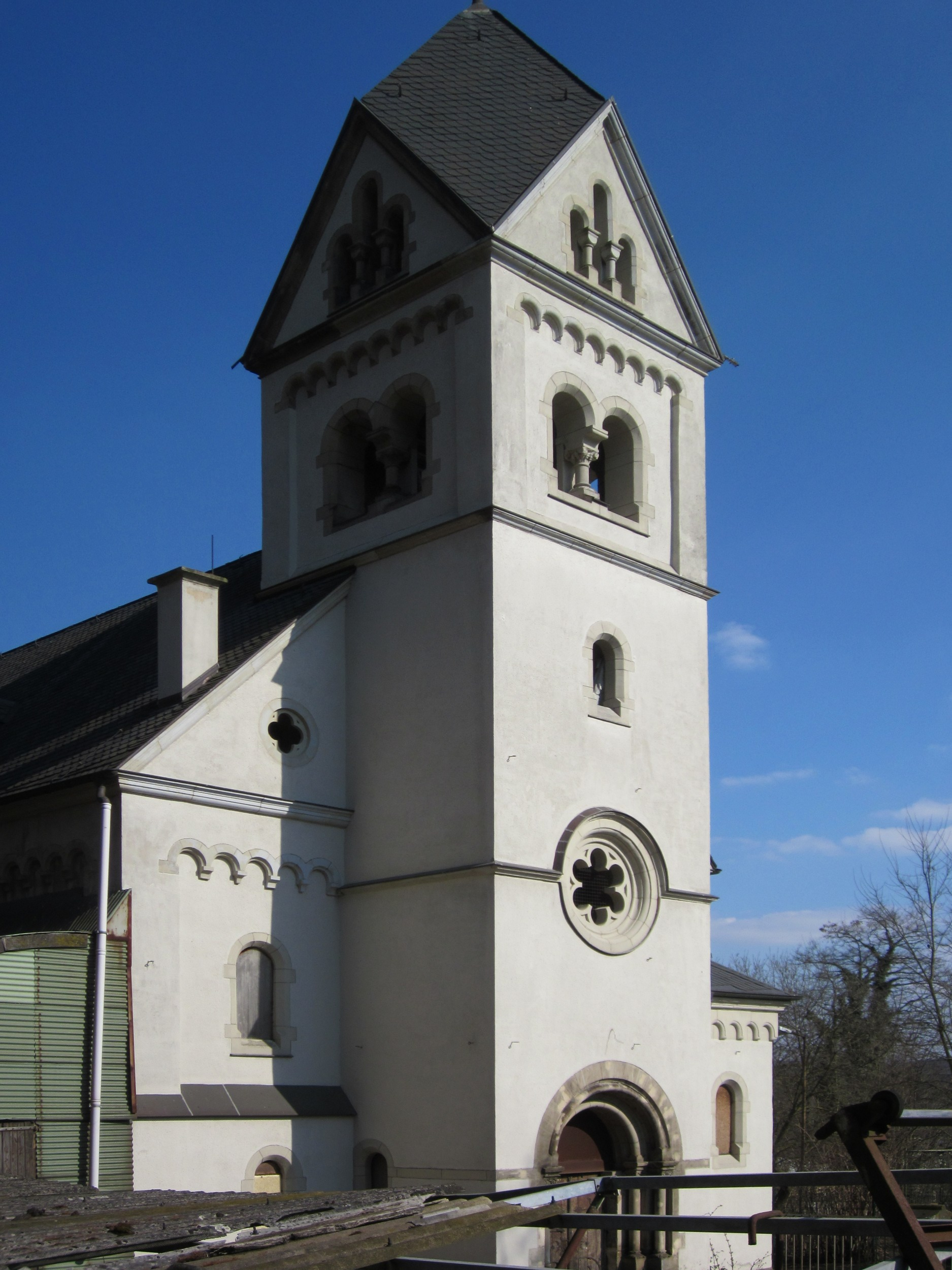
Штуммкирхе (Саарбрюккен
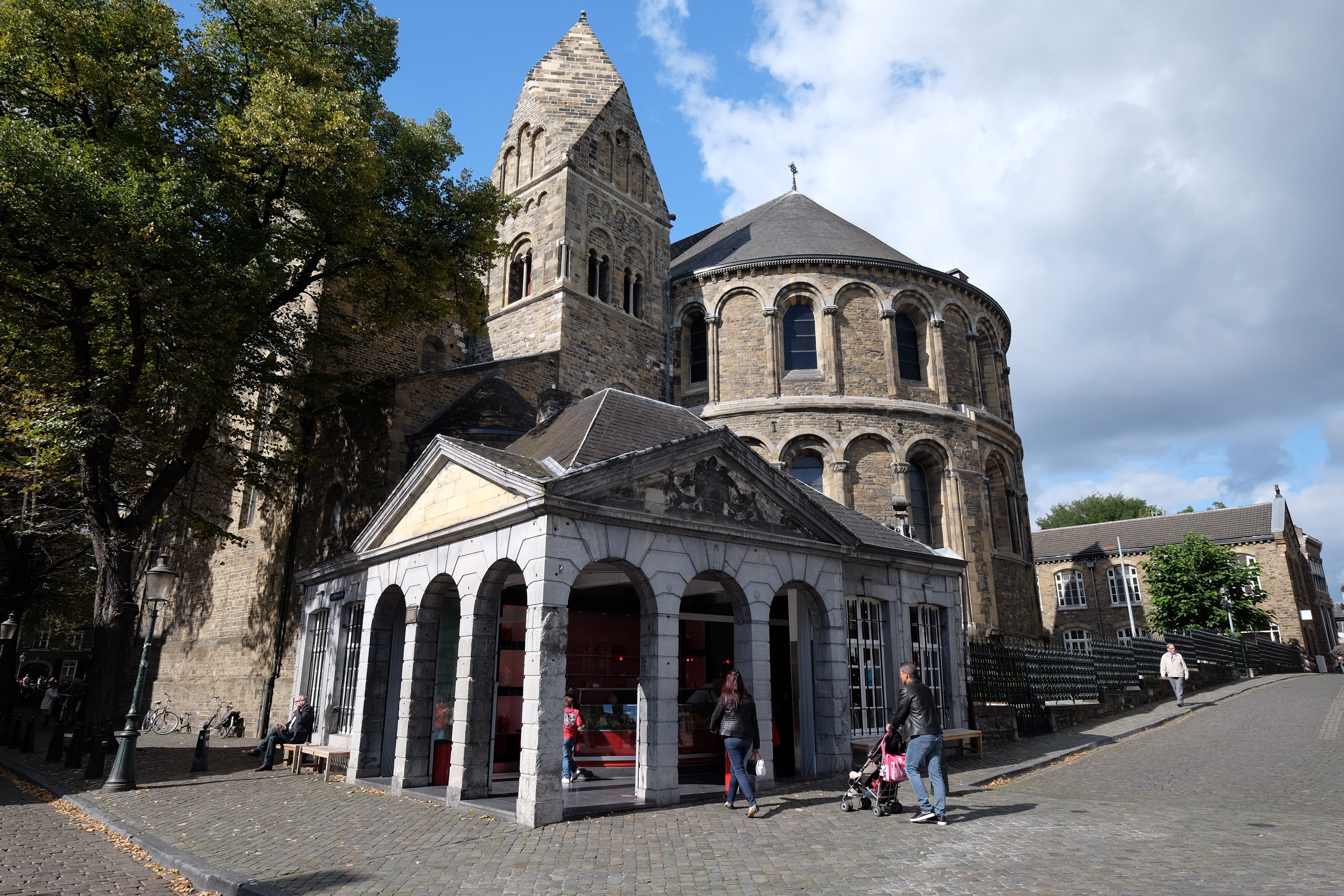
Базилика Девы Марии (Маастрихт)
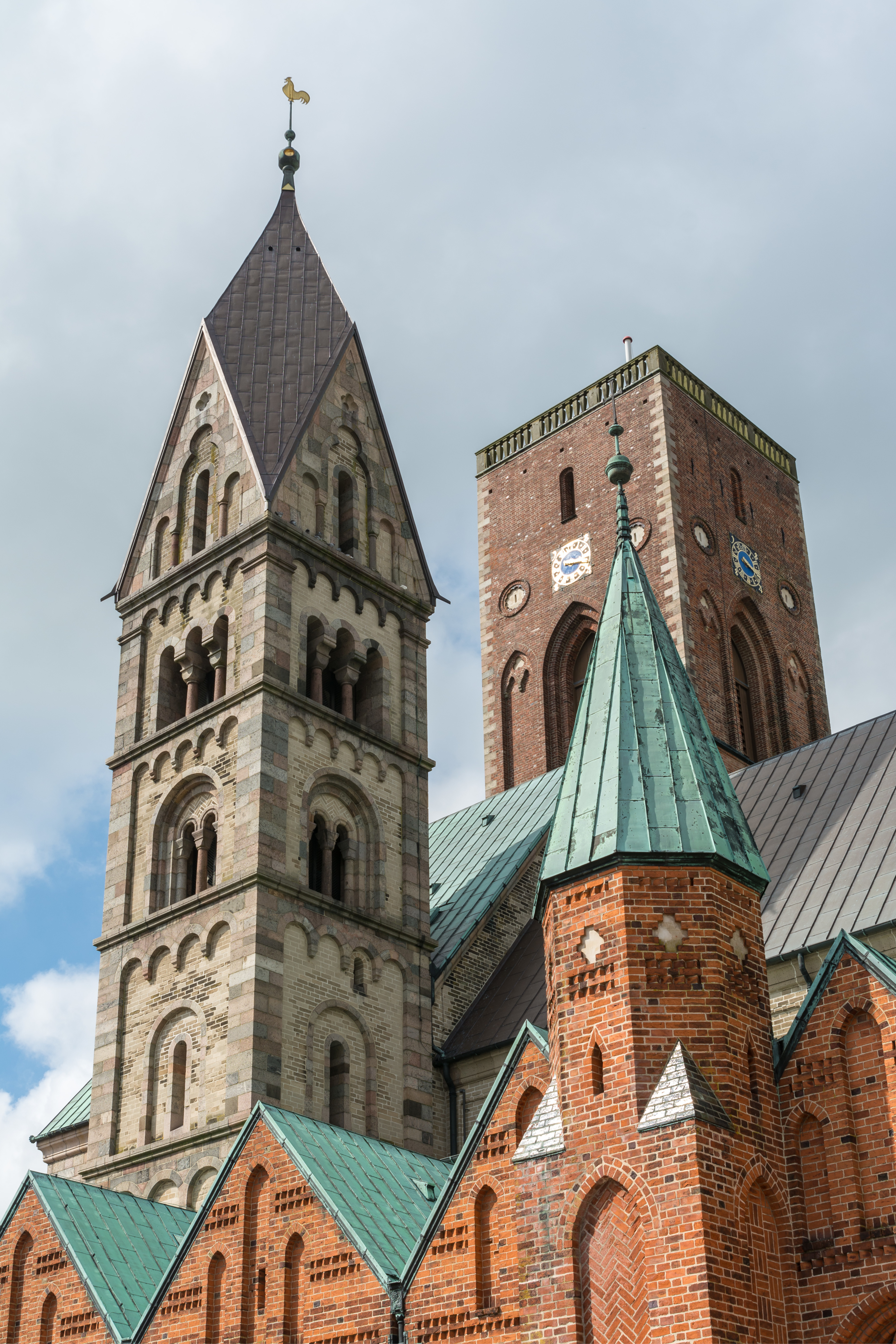
Собор Рибе (Дания)
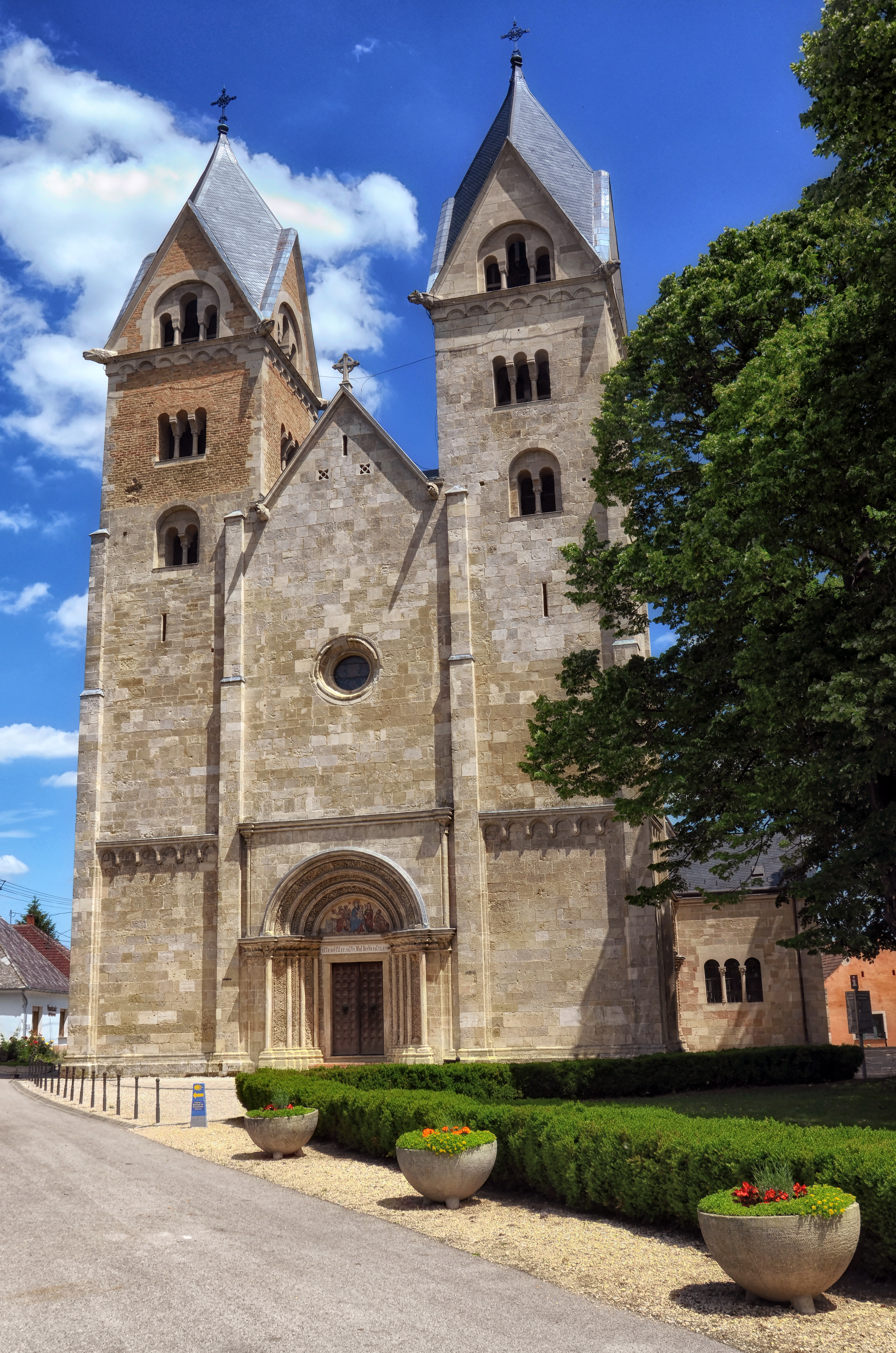
Церковь св. Иакова (Лебени, Венгрия)
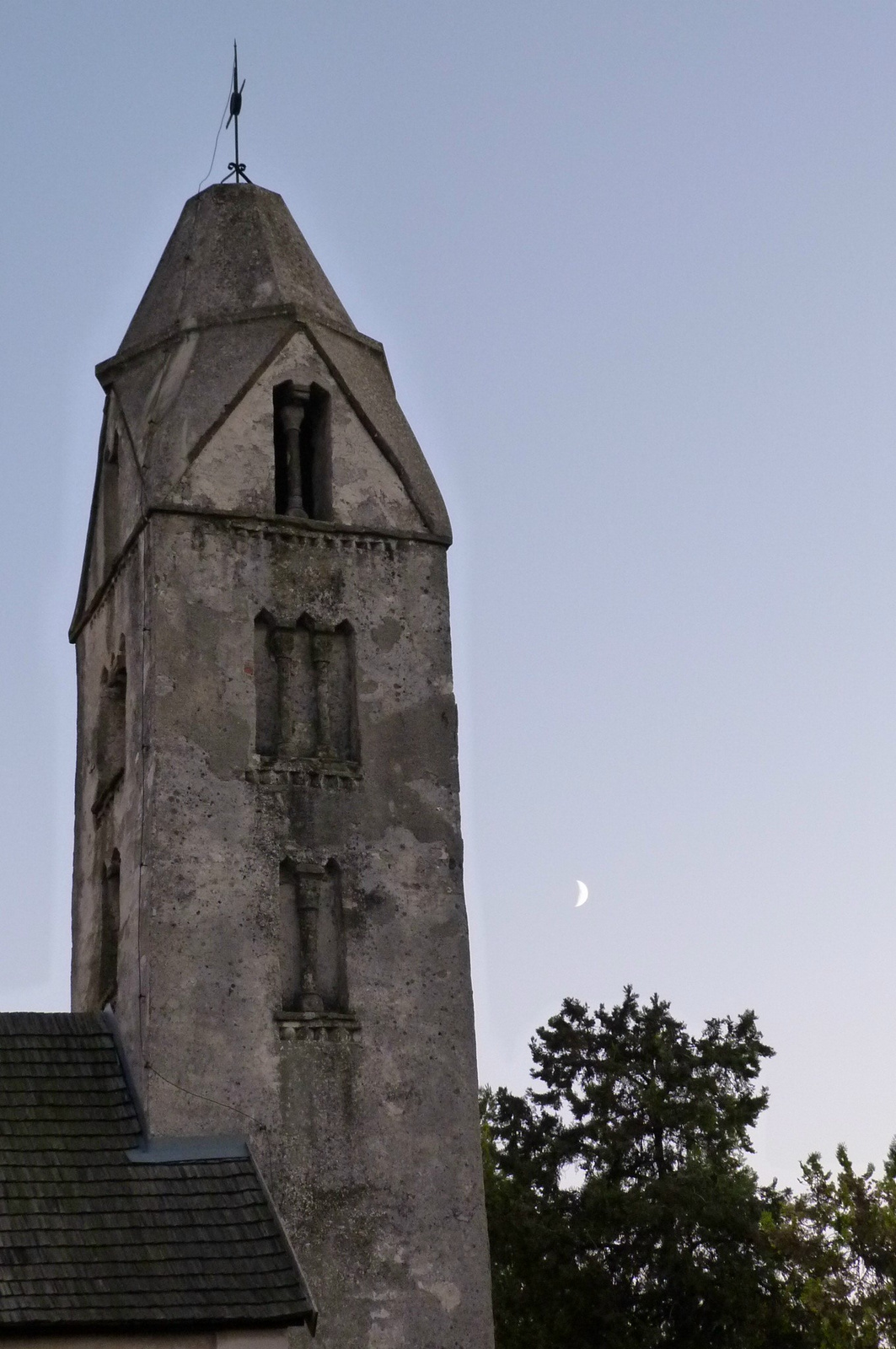
Церковь Марии Магдалины (Хевиз, Венгрия)

Англия
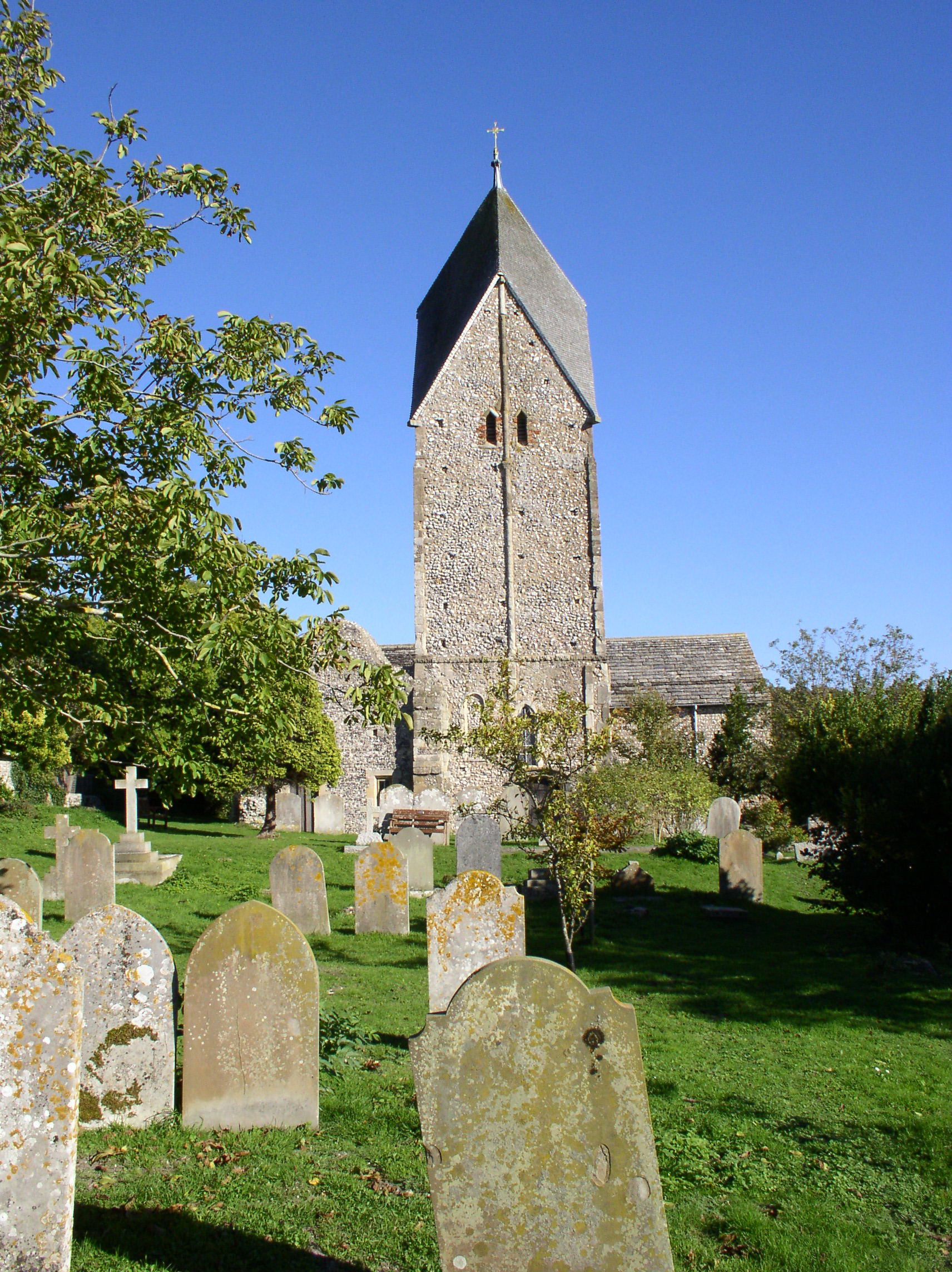
Церковь Девы Марии (Сомптинг[англ.], Зап. Суссекс)
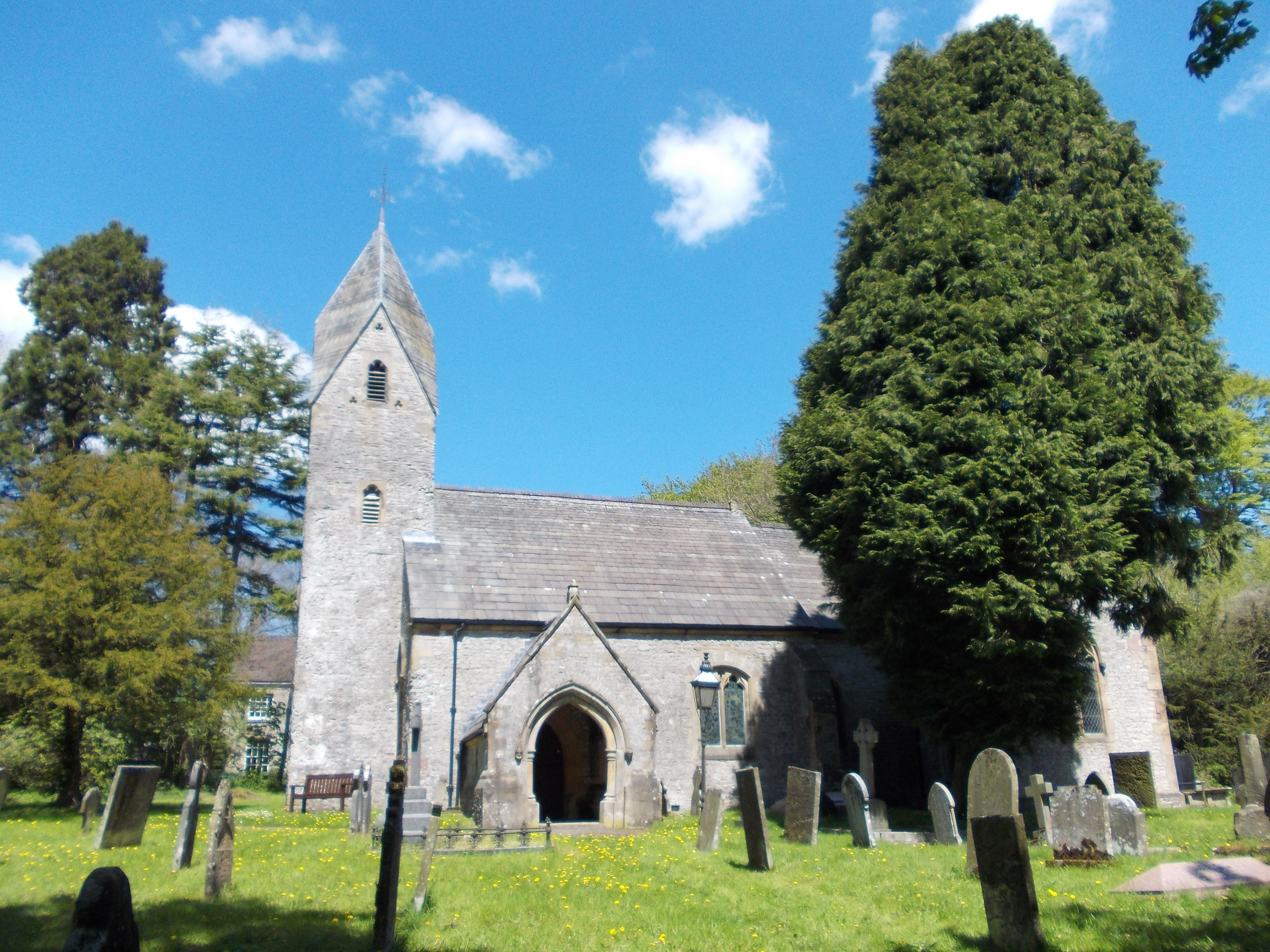
Церковь святой Маргариты (Уормхилл[англ.], Дербишир)
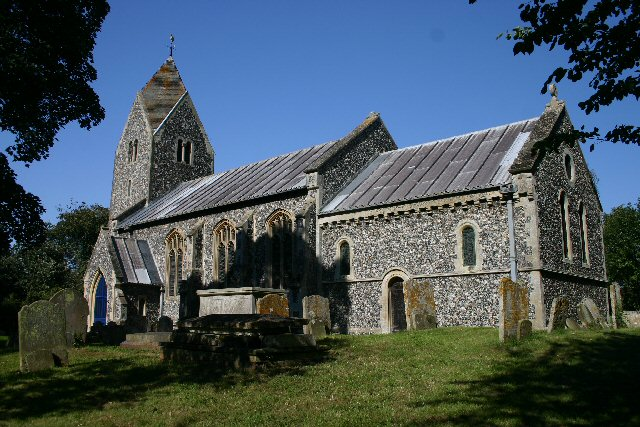
Церковь св. Марии (Фликстон[англ.], Суффолк)
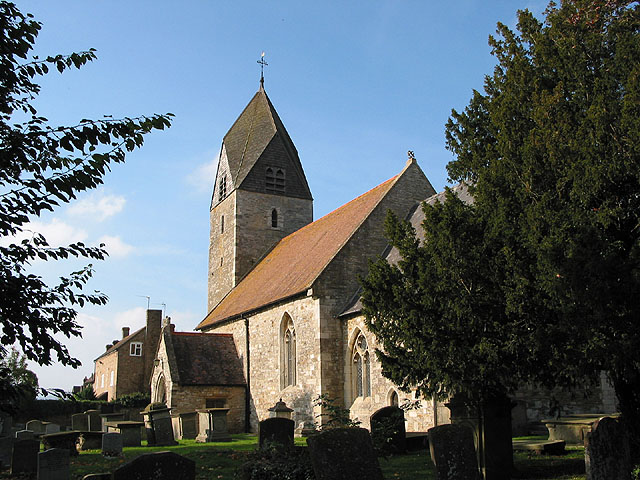
Церковь св. Андрея (Чёрчем[англ.], Глостершир)
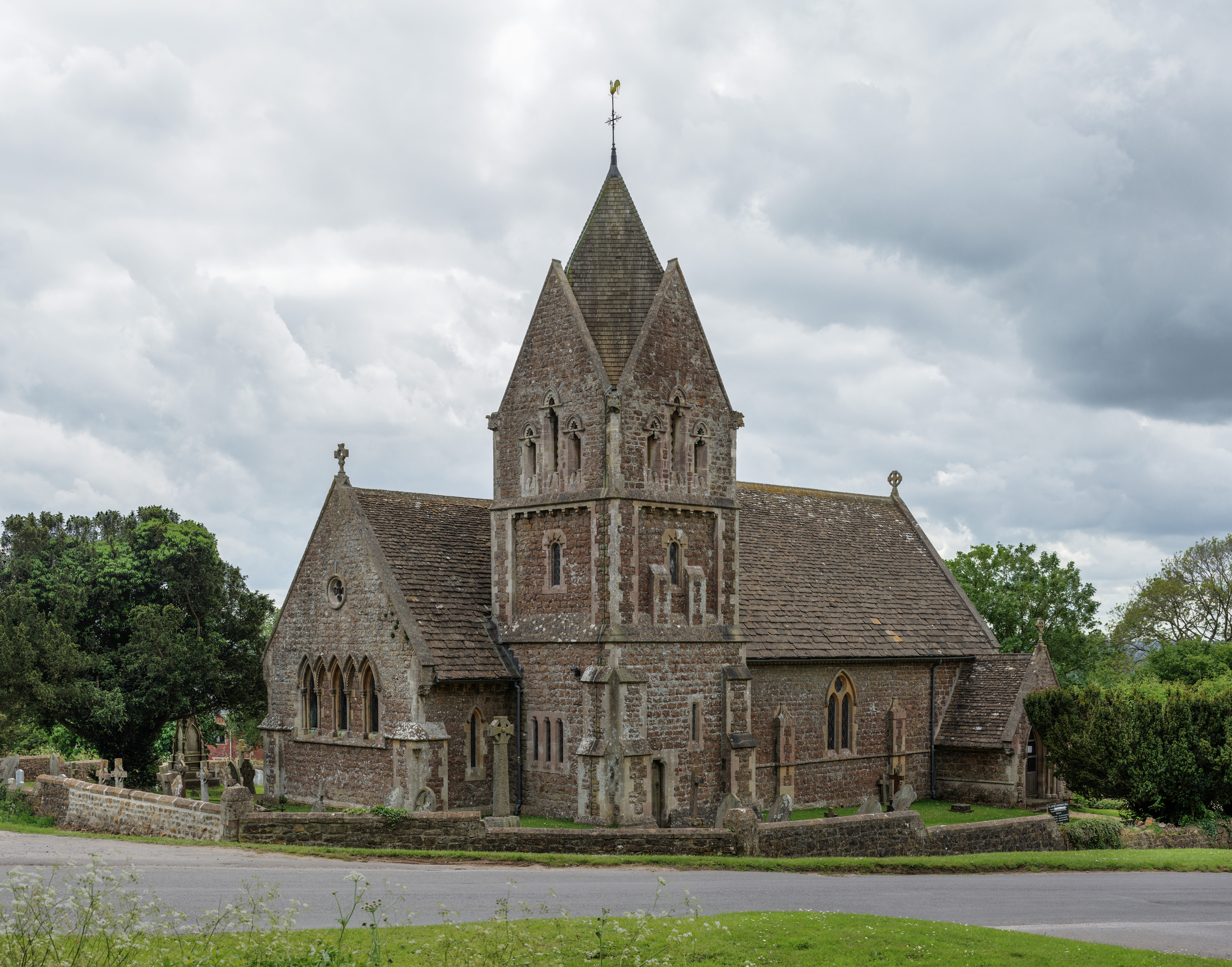
Церковь св. Анны (Боуден-хилл[англ.], Уилтшир)

## Внешние ссылки
- Preußisches Regierungsgebäude, Koblenz
- Temple Neuf, Metz
- https://www.geograph.org.uk/photo/3852199
- https://www.sussexexpress.co.uk/news/mysterious-and-magnificent-lewes-home-market-1109789?amp